# Camboulit
Camboulit – miejscowość i gmina we Francji, w regionie Oksytania, w departamencie Lot.
Według danych na rok 1990 gminę zamieszkiwało 221 osób, a gęstość zaludnienia wynosiła 43 osób/km² (wśród 3020 gmin regionu Midi-Pireneje Camboulit plasuje się na 842. miejscu pod względem liczby ludności, natomiast pod względem powierzchni na miejscu 1477.).